# Михайловка (муниципальный округ)
Го́род Миха́йловка — муниципальное образование в Волгоградской области России со статусом муниципального округа.
Административный центр — город Михайловка.
В рамках административно-территориального устройства Волгоградской области, муниципальный округ образован на территории двух административно-территориальных единиц области — Михайловского района и города областного значения Михайловка с подчинённым ему рабочим посёлком Себрово.

## География
Географическое положение
Муниципальный округ «Город Михайловка» расположен в северо-западной части области, по правобережью реки Медведицы. Округ граничит с другими районами Волгоградской области: на севере с Новоаннинским, Киквидзенским и Еланским, на западе с Алексеевским и Кумылженским, на юге с Серафимовичским и Фроловским, на северо-востоке с Даниловским.

### Климат
Климат умеренный континентальный (согласно классификации климатов Кёппена — Dfa). Осадков выпадает 431 мм в год; наибольшее количество в июне — 49 мм, наименьшее в марте — по 22 мм. Среднегодовая температура положительная и составляет + 7,0 °С, самого холодного месяца января −9,0 °С, самого жаркого месяца июля +22,4 °С.
Полезные ископаемые
Округ богат полезными ископаемыми осадочного происхождения: нефтью и горючими газами, мелом, мергелем, песками, солями, фосфоритами и различными глинами. Разрабатываются крупные нефтегазовые месторождения — Абрамовское, Мироничевское, Витютневское; Михайловское и Себряковское месторождения мела, глин, песков, опок.
Почвы
Почвенный покров представлен на севере муниципального округа чернозёмами южными маломощными, на юге темно-каштановыми маломощными почвами тяжёлого механического состава.
Гидрография
На территории округа разведано 10 месторождений подземных вод, из них 2 — для хозяйственно-питьевого водоснабжения, 7 — для орошения долголетних культурных пастбищ, 1 — минеральные подземные воды.

## Часовой пояс
Смещение относительно Всемирного координированного времени UTC составляет +3:00.

## История
25 марта 2005 года в соответствии с Законом Волгоградской области № 1033-ОД образован городской округ «город Михайловка». В его состав вошли город Михайловка и посёлок городского типа Себрово.
28 июня 2012 года в соответствии с Законом Волгоградской области № 65-ОД к городскому округу присоединены все сельские поселения упразднённого Михайловского муниципального района.
1 ноября 2024 года в соответствии с Законом Волгоградской области № 72-ОД городской округ преобразован в муниципальный.

## Население
| 2002    | 2009    | 2010    | 2012    | 2013    | 2014    | 2015    | 2016    | 2017    |
| ------- | ------- | ------- | ------- | ------- | ------- | ------- | ------- | ------- |
| 64 520  | ↘62 923 | ↗64 067 | ↘63 788 | ↗89 356 | ↘88 806 | ↘88 790 | ↘88 689 | ↘88 459 |
| 2018    | 2019    | 2020    | 2021    |         |         |         |         |         |
| ↘88 010 | ↘87 148 | ↘86 436 | ↘84 535 |         |         |         |         |         |

В городских условиях (город Михайловка и рп Себрово) проживают 70,49 % населения района (2021 год).

### Национальный состав
По итогам переписи населения 2020 года проживали следующие национальности (национальности менее 0,1 % и другое см. в сноске к строке «Другие»):
| Национальность | Численность, чел. | Доля     |
| -------------- | ----------------- | -------- |
| Русские        | 78 604            | 92,98 %  |
| Турки          | 317               | 0,37 %   |
| Казахи         | 268               | 0,32 %   |
| Армяне         | 205               | 0,24 %   |
| Азербайджанцы  | 188               | 0,22 %   |
| Цыгане         | 143               | 0,17 %   |
| Украинцы       | 130               | 0,15 %   |
| Другие         | 4680              | 5,55 %   |
| Итого          | 84 535            | 100,00 % |

## Населённые пункты
В состав городского округа входят 56 населённых пунктов, в том числе 1 город, 1 рабочий посёлок (посёлок городского типа) и 54 сельских населённых пункта:
| №  | Населённый пункт   | Тип             | Население | Отдел сельской территории |
| -- | ------------------ | --------------- | --------- | ------------------------- |
| 1  | Абрамов            | хутор           | 278       | Безымянский               |
| 2  | Арчединская        | станица         | ↘1142     | Арчединский               |
| 3  | Безымянка          | хутор           | 1718      | Безымянский               |
| 4  | Большая Глушица    | хутор           | 105       | Етеревский                |
| 5  | Большемедведевский | хутор           | 114       | Совхозный                 |
| 6  | Большой            | хутор           | 1630      | Большовский               |
| 7  | Большой Орешкин    | хутор           | 243       | Сидорский                 |
| 8  | Буров              | хутор           | 5         | Раковский                 |
| 9  | Веселый            | хутор           | 147       | Октябрьский               |
| 10 | Глинище            | хутор           | 55        | Раковский                 |
| 11 | Гришин             | хутор           | 11        | Октябрьский               |
| 12 | Гурово             | ж.д. разъезд    | 4         | Раковский                 |
| 13 | Демочкин           | хутор           | 63        | Арчединский               |
| 14 | Етеревская         | станица         | 794       | Етеревский                |
| 15 | Заполосный         | хутор           | 13        | Отрадненский              |
| 16 | Зиновьев           | хутор           | 90        | Катасоновский             |
| 17 | Ильменский 1-й     | хутор           | 245       | Арчединский               |
| 18 | Ильменский 2-й     | хутор           | 294       | Етеревский                |
| 19 | Карагичевский      | хутор           | 1331      | Карагичевский             |
| 20 | Катасонов          | хутор           | 456       | Катасоновский             |
| 21 | Княженский 1-й     | хутор           | 188       | Арчединский               |
| 22 | Княженский 2-й     | хутор           | 45        | Арчединский               |
| 23 | Крутинский         | хутор           | 221       | Карагичевский             |
| 24 | Кукушкино          | хутор           | 39        | Раздорский                |
| 25 | Курин              | хутор           | 56        | Арчединский               |
| 26 | Маломедведевский   | хутор           | 30        | Совхозный                 |
| 27 | Малый Орешкин      | хутор           | 100       | Сидорский                 |
| 28 | Михайловка         | город           | ↘54 772   |                           |
| 29 | Мишин              | хутор           | 211       | Октябрьский               |
| 30 | Моховский          | хутор           | 528       | Большовский               |
| 31 | Орлы               | хутор           | 324       | Сенновский                |
| 32 | Отрадное           | посёлок         | 1889      | Отрадненский              |
| 33 | Отруба             | хутор           | ↗255      | Катасоновский             |
| 34 | Плотников 2-й      | хутор           | 1088      | Октябрьский               |
| 35 | Поддубный          | хутор           | 145       | Отрадненский              |
| 36 | Прудки             | хутор           | 62        | Катасоновский             |
| 37 | Раздоры            | хутор           | 329       | Раздорский                |
| 38 | Реконструкция      | посёлок         | 1272      | Совхозный                 |
| 39 | Рогожин            | хутор           | 417       | Троицкий                  |
| 40 | Себрово            | рабочий поселок | ↘4820     | Себровский                |
| 41 | Секачи             | хутор           | 653       | Октябрьский               |
| 42 | Семеновод          | хутор           | 72        | Отрадненский              |
| 43 | Сеничкин           | хутор           | 265       | Катасоновский             |
| 44 | Сенной             | хутор           | 1022      | Сенновский                |
| 45 | Сидоры             | село            | 2515      | Сидорский                 |
| 46 | Старореченский     | хутор           | 181       | Отрадненский              |
| 47 | Староселье         | село            | 1001      | Безымянский               |
| 48 | Стойловский        | хутор           | 61        | Арчединский               |
| 49 | Страховский        | хутор           | 314       | Совхозный                 |
| 50 | Субботин           | хутор           | 263       | Раздорский                |
| 51 | Сухов 1-й          | хутор           | 158       | Безымянский               |
| 52 | Сухов 2-й          | хутор           | 1379      | Раковский                 |
| 53 | Тишанка            | хутор           | 12        | Сидорский                 |
| 54 | Троицкий           | хутор           | 1659      | Троицкий                  |
| 55 | Фролов             | хутор           | 67        | Карагичевский             |
| 56 | Черемухов          | хутор           | 175       | Раковский                 |

В рамках административно-территориального устройства Волгоградской области, городской округ образован на территории двух административно-территориальных единиц области — Михайловского района (только сельские советы) и города областного подчинения Михайловка с подчинённым ему рабочим посёлком Себрово.

## Местное самоуправление
Глава муниципального округа
- Тюрин Александр Васильевич

Администрация муниципального округа
Адрес администрации: 403342, Волгоградская область, Михайловский, г. Михайловка, ул. Обороны, 42-А.

## Символы города
На старом гербе Михайловки на лазоревом щите был изображен золотой колос, алая лента по диагонали с названием города Михайловка и цементный завод на заднем плане.
В 2006 году городской думой был объявлен конкурс на создание нового герба, флага и гимна Михайловки. В октябре 2009 года были утверждены новые герб и флаг города, их автор — волгоградский художник Владислав Коваль. На гербе и флаге изображён архангел Михаил, мечом побивающий дракона.

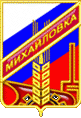
Старый герб
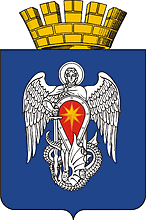
Новый герб

## Экономика
Сельское хозяйство
Благоприятные природно-климатические условия способствуют развитию скотоводства молочно-мясного направления и зернового земледелия. Зерновые культуры (озимая пшеница, ячмень, гречиха) занимают 50 % посевных площадей городского округа; подсолнечник — 30 %; кормовые культуры — 20 % посевных площадей. По производству зерна городской округ занимает 5-е место в области, овощей — 11-е место. В животноводстве крупный рогатый скот составляет 3 % от поголовья областного стада; свиньи — 5 %. По производству мяса городской округ занимает 24-е место, молока — 31-е место. Значительную роль играет птицеводство. По производству яиц городской округ на 9-м месте в области. В хозяйствах населения широко представлено разведение пуховых коз.
Промышленность
На территории городского округа расположены 12 промышленных предприятий. Наиболее крупные из них — Себряковский цементный завод (ОАО «Себряковцемент»), Себряковский комбинат асбоцементных изделий, завод силикатного кирпича, производящие разнообразные строительные материалы — цемент, шифер, асбоцементные трубы, кирпич. Имеется 2 проявления и 9 месторождений нерудного сырья, в том числе 1 месторождение — сырье для керамического кирпича, 3 месторождения силикатных песков, 1 месторождение и 2 проявления строительных песков, 1 месторождение цементного сырья, 2 месторождения карбонатного сырья для строительной извести. Из них 6 месторождений эксплуатируются по лицензиям: Себровское месторождение сырья для керамического кирпича, Михайловское-1 и «Отруба» — месторождения силикатных песков, Етеревское месторождение строительных песков, Себряковское месторождение цементного сырья и Себряковское месторождение тугоплавких глин.
Транспорт
Через территорию городского округа «Город Михайловка» проходит федеральная автодорога М-6 «Каспий», различные местные дороги, которые связывают восток Волгоградской области (в частности, город Камышин) с её западом и соседними регионами. Кроме того, через территорию городского округа проходит железнодорожная линия Волгоград-Москва. На территории городского округа расположены железнодорожные станции Раковка, Кумылга. Крупнейшей в городском округе является станция Себряково, которая расположена в городе Михайловка.

## Социальная сфера
Среди предприятий непроизводственной сферы представлены: 11 детских дошкольных учреждений, 21 общеобразовательная школа, 31 библиотека, 7 больниц. Имеются прекрасные условия для отдыха населения в пойме реки Медведицы. В селе Сидоры Михайловского района проходит ежегодный фестиваль Волгоградских комбайнеров, в рамках которого проходит конкурс для изобретателей и рационализаторов в области сельского хозяйства «Волгоградский Левша».
С 2009 года на озере Ямном проводится ежегодный рок-фестиваль «Устиныч-Фест», в память об известном михайловском музыканте — Александре Устинове. Дата проведения варьируется между 7 и 14 июля.

## Известные уроженцы и жители
- Гаврилов, Михаил Петрович (1916—1942) — лейтенант, заместитель командира 2 эскадрильи 568 штурмового авиаполка.[30][31]
- Ребриков, Корней Григорьевич (1902—1984) — советский военачальник, генерал-майор. Кавалер орденов Красной Звезды, Ленина, трёх Красной Звезды; Суворова II степени, Кутузова II степени.
- Слышкин, Афанасий Никитович (1893—1969) — советский военачальник, генерал-майор. Кавалер орденов Красной Звезды, Ленина, трёх Красного Знамени; Суворова II степени, Кутузова II степени, Отечественной войны I степени.
- Щеглеватых, Иван Михайлович (1907—1982) — агроном, председатель совхоза. Кавалер орденов Красной Звезды (1944), Отечественной войны (1944), Александра Невского (1945), Ленина (1948 и 1961), Трудового Красного Знамени (1966).

## Фотогалерея

Михайловка на Викискладе
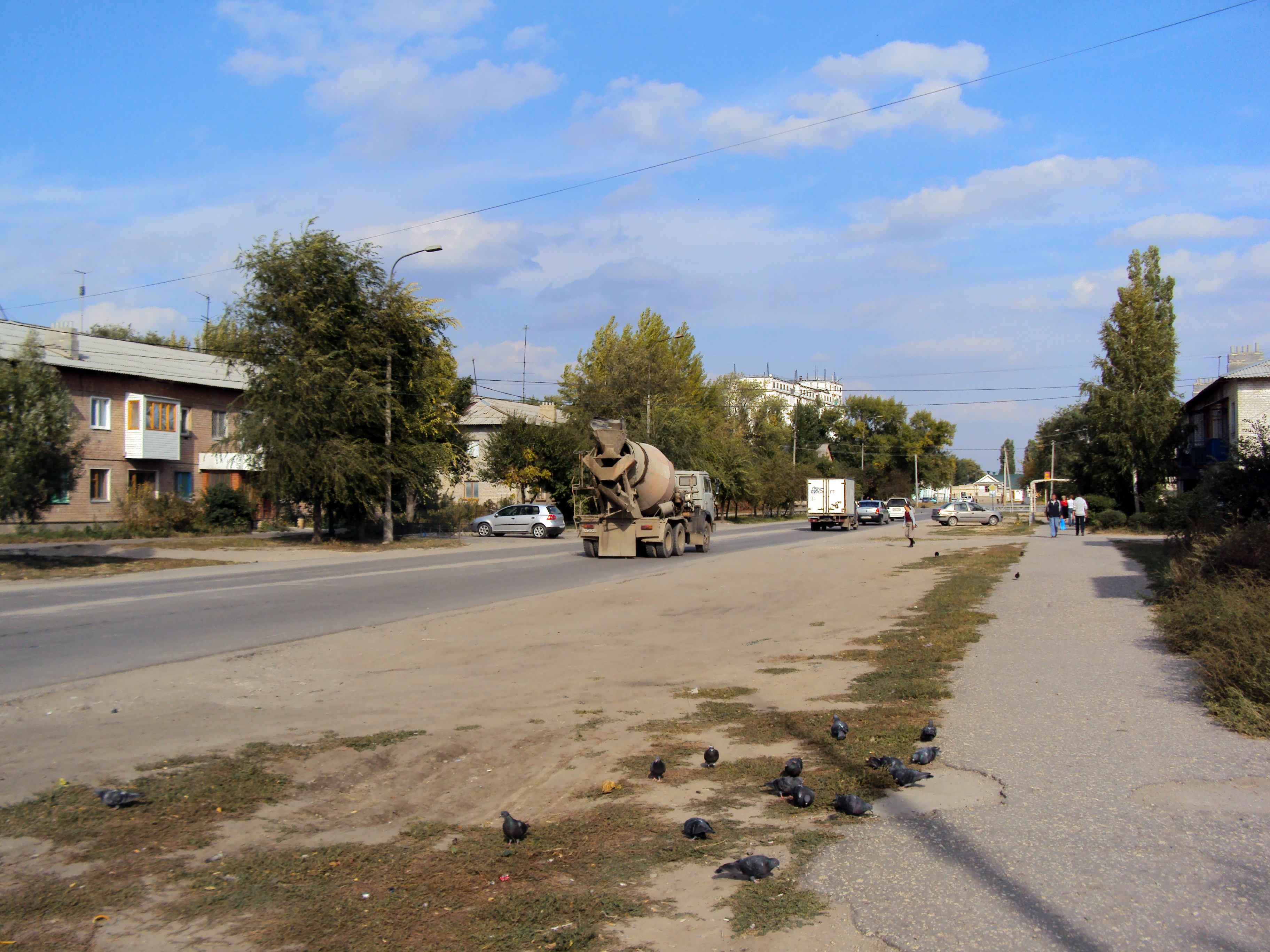
В целом город приземист
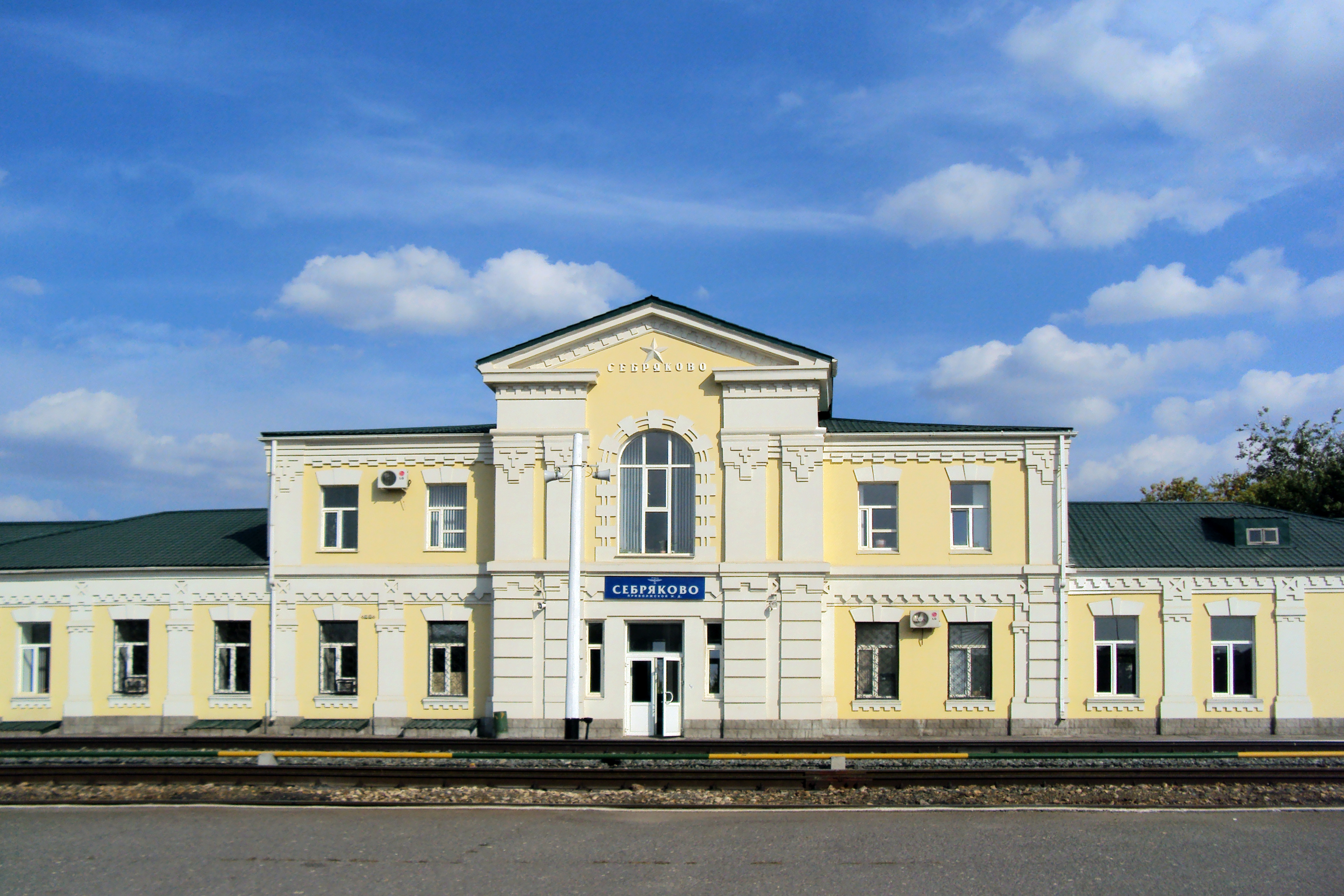
Железнодорожная станция Себряково
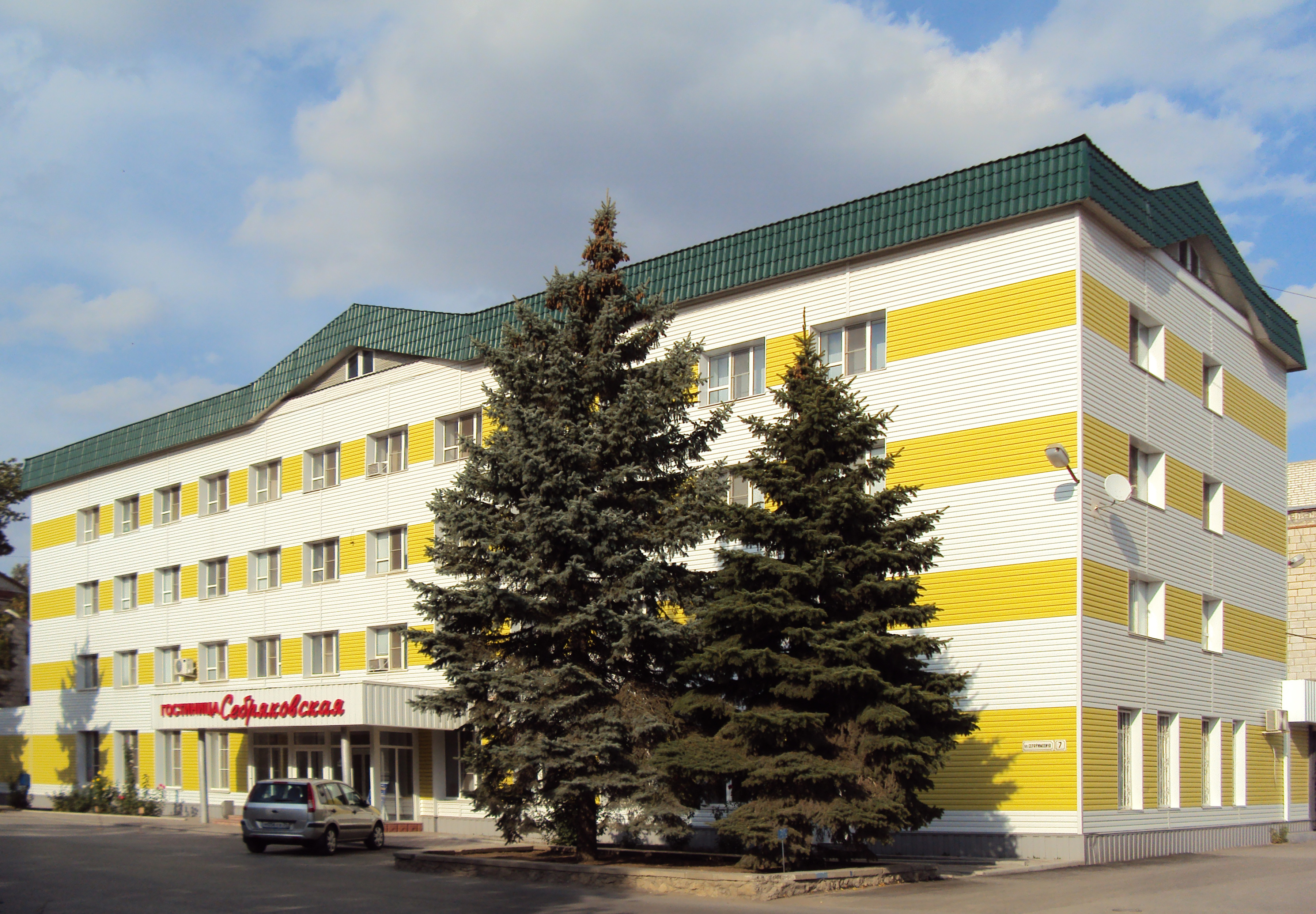
Гостиница «Себряковская»
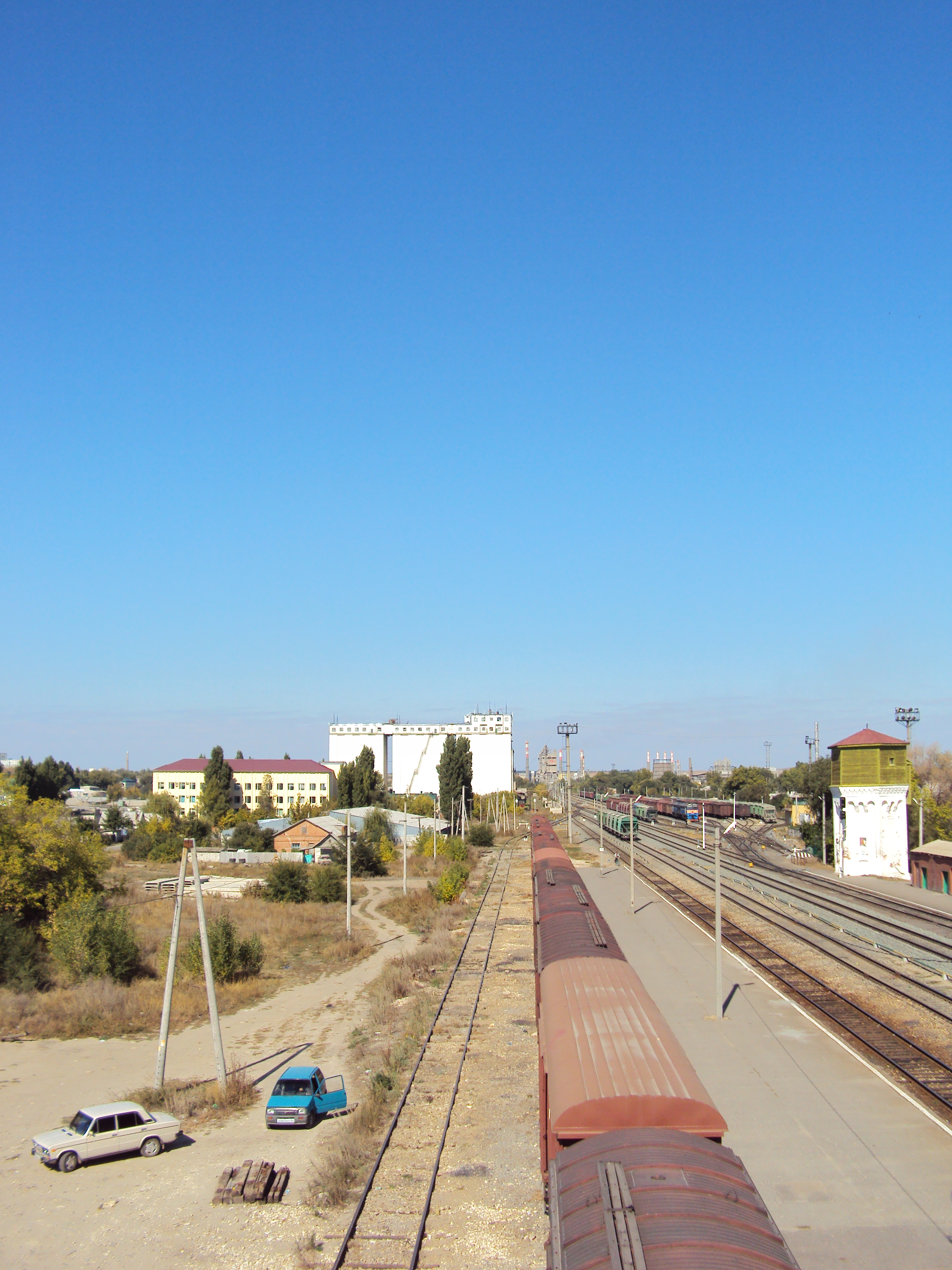
Вид с надземного железнодорожного перехода